# Zápalná loď

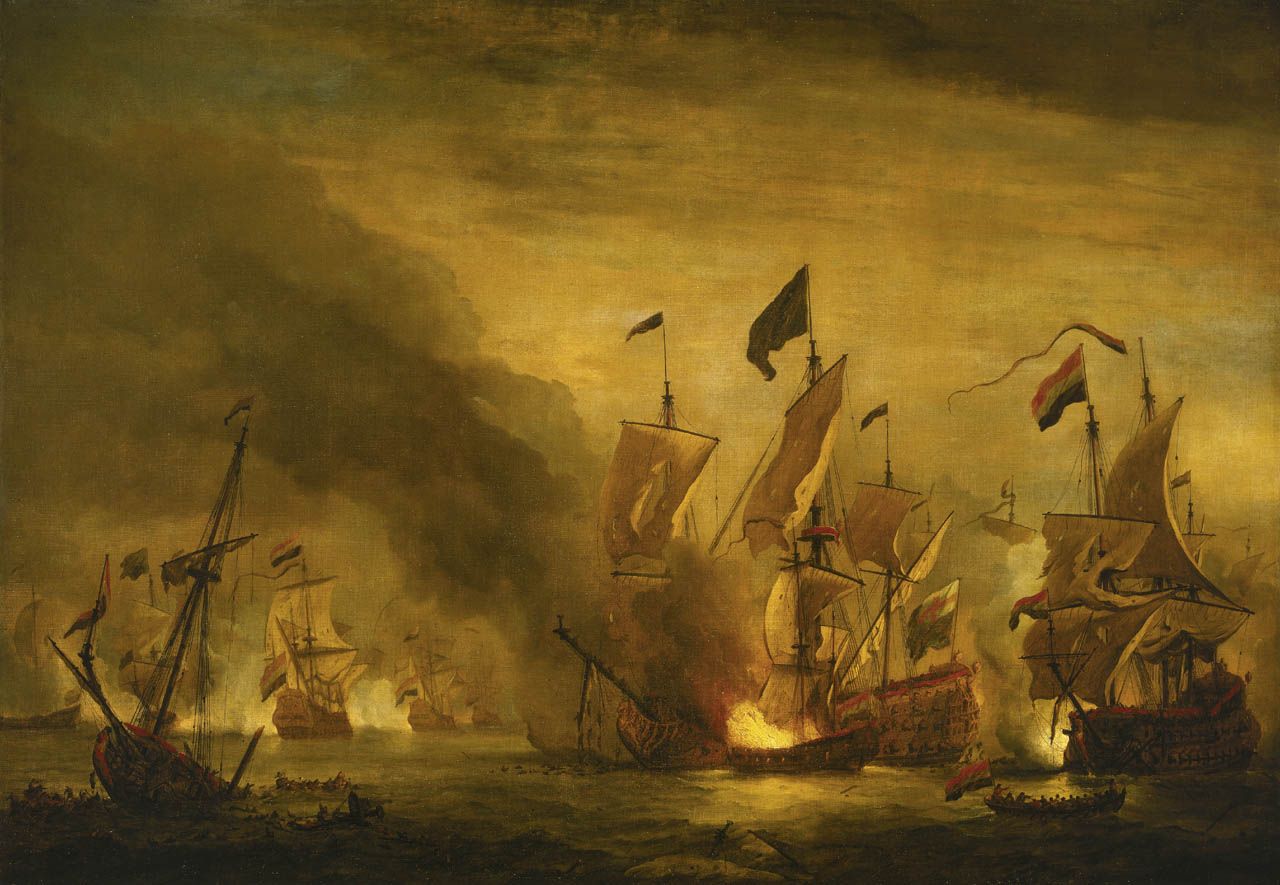
Willem van de Velde mladší, Bitva u Solebay: holandská zápalná loď napadá britskou vlajkovou loď Royal James (1672)

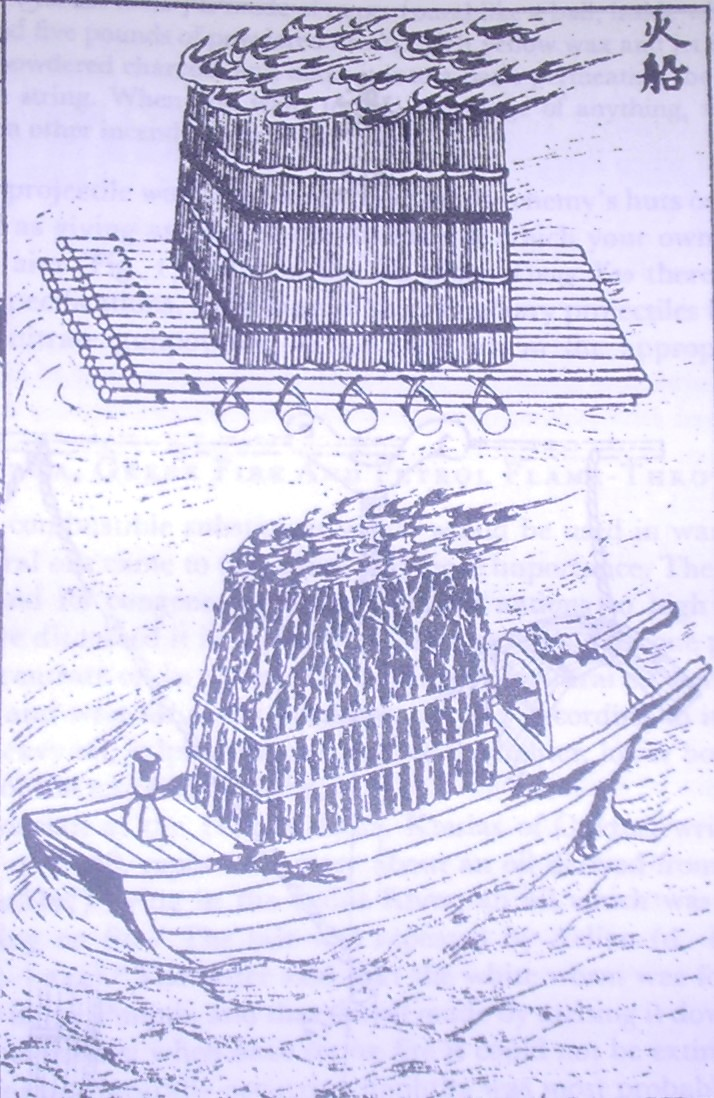
Zápalné lodě z doby čínské dynastie Sung (960–1279)

Zápalná loď (též paličská loď) je typ válečné lodě. Jde o loď naloženou hořlavinami, která je navedena k cíli. Cílem útoku pomocí zápalných lodí může krom zničení nepřátelských jednotek být i způsobení paniky a narušení jejich formace. Protože pro efektivitu takového útoku je rozhodující hořlavost cíle, používaly se zápalné lodě hlavně ve starověku a středověku proti dřevěným lodím a mostům.
Jako zápalné lodě byly využívány válečné lodě, kterým již došla munice, lodě zastaralé či přebytečné nebo šlo o cíleně stavěná levná hořlavá plavidla. Variantou zápalné lodě je loď výbušná (tzv. hellburner), která je místo hořlavin naložena výbušninami.